# MRAP

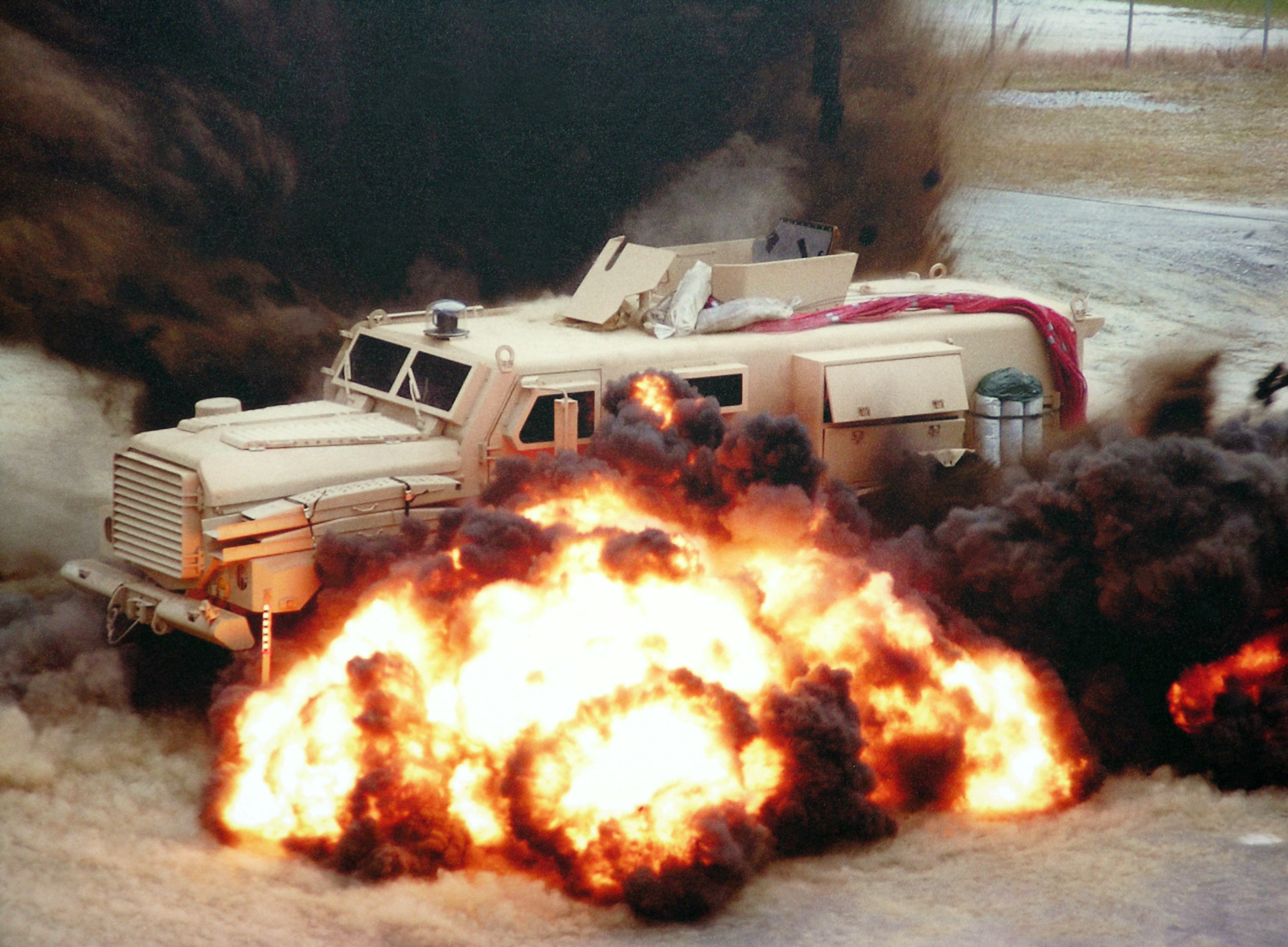
Um Cougar HE MRAP sendo testado em janeiro de 2007 com minas terrestres.

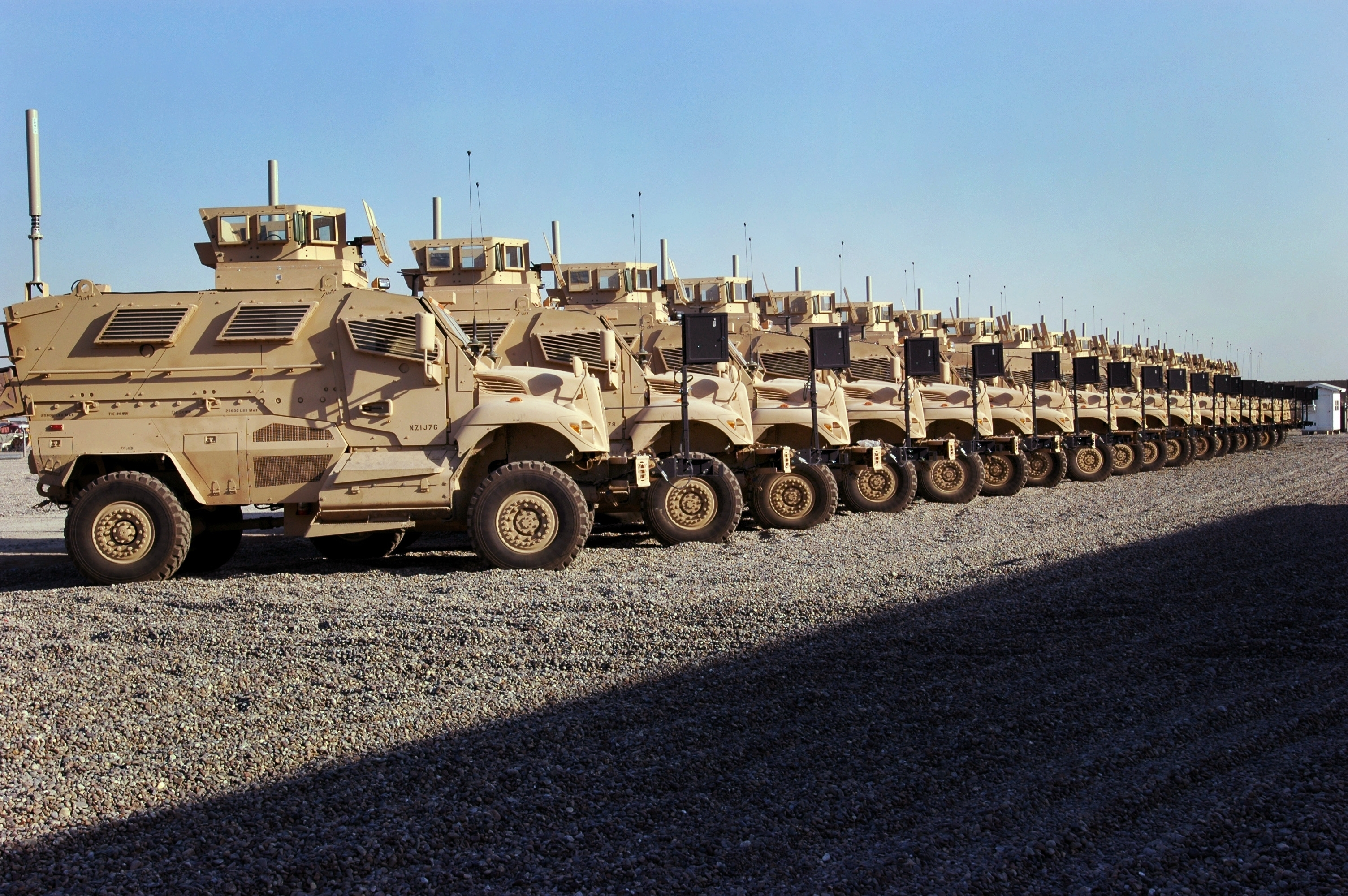
Um esquadrão de MaxxPros no Iraque.

Mine-Resistant Ambush Protected (MRAP) é um termo para veículos táticos leves militares dos Estados Unidos produzidos como parte do programa MRAP que são projetados especificamente para resistir a ataques e emboscadas de dispositivos explosivos improvisados (IEDs). O programa MRAP do Departamento de Defesa dos Estados Unidos começou em 2007 como uma resposta à crescente ameaça de IEDs durante a Guerra do Iraque. De 2007 a 2012, o programa MRAP implantou mais de 12.000 veículos na Guerra do Iraque e na Guerra do Afeganistão.